# 巍山文笔塔
文笔塔，又名白塔、北塔，位于云南省大理州巍山县南诏镇文笔村。始建年代不详，相传为武侯所建。清乾隆五十二年（1787年）重建。该塔为九级方形密檐式空心砖塔，高29米，第一级宽5.1米。北面开券顶式塔门，门额有“岳峙渊亭”大理石匾。塔身各层四面设龛洞，铜质葫芦塔刹。塔身中部弧度大，上部收刹较急，显得挺拔俊秀。维修时曾发现“赵有红记”铭文塔砖。1981年4月7日公布为第一批巍山县文物保护单位，2013年10月23日公布为第五批大理州文物保护单位。